# Huonia rheophila
Huonia rheophila är en trollsländeart som beskrevs av Maurits Anne Lieftinck 1935. Huonia rheophila ingår i släktet Huonia och familjen segeltrollsländor. Inga underarter finns listade i Catalogue of Life.